# Gerhard Werle
Gerhard Werle (* 11. März 1952 in Mannheim) ist ein deutscher Rechtswissenschaftler und Hochschullehrer. Er war bis März 2020 Inhaber des Lehrstuhls für deutsches und internationales Strafrecht, Strafprozessrecht und Juristische Zeitgeschichte an der Humboldt-Universität zu Berlin. Von 2008 bis 2018 war er auch Direktor des South African-German Centre for Transnational Criminal Justice, einer vom DAAD geförderten Kooperation der Humboldt-Universität zu Berlin und der University of the Western Cape, Kapstadt (Südafrika). Seit 2019 ist er Direktor des neu gegründeten und vom DAAD geförderten African-German Research Network for Transnational Criminal Justice.

## Leben
Nach dem Abitur im Jahr 1970 studierte Werle Rechtswissenschaften und Politische Wissenschaft an den Universitäten Heidelberg und Tübingen. Nach dem ersten und zweiten juristischen Staatsexamen (1975 in Heidelberg bzw. 1977 in Stuttgart) war er von 1978 bis 1981 Wissenschaftlicher Assistent am Lehrstuhl für Strafrecht von Karl Lackner in Heidelberg. 1980 wurde er mit einer Dissertation zum Thema „Die Konkurrenz bei Dauerdelikt, Fortsetzungstat und zeitlich gestreckter Gesetzesverletzung“ zum „Dr. iur.“ promoviert. Von 1982 bis 1989 arbeitete Werle als Strafverteidiger und von 1983 bis 1989 war er Wissenschaftlicher Mitarbeiter am Lehrstuhl von Thomas Hillenkamp in Heidelberg. Im Jahr 1988 wurde er nach der Habilitation mit einer Arbeit zum Thema „Justiz-Strafrecht und polizeiliche Verbrechensbekämpfung im Dritten Reich“ zum Privatdozenten ernannt. Von 1989 bis 1993 war Werle Professor für Strafrecht, Strafprozessrecht und Rechtsphilosophie an der Universität Erlangen-Nürnberg. Seit 1993 ist er Inhaber des Lehrstuhls für deutsches und internationales Strafrecht, Strafprozessrecht und Juristische Zeitgeschichte an der Humboldt-Universität zu Berlin (bis 2003: Lehrstuhl für Strafrecht, Strafprozessrecht und Juristische Zeitgeschichte).
Werle hat mehrere wissenschaftliche Auslandsaufenthalte wahrgenommen, u. a.: University of Cape Town in Kapstadt (1993), DAAD-Auslandsprofessur an der Law Faculty der University of the Western Cape in Kapstadt (1997/98), Gastprofessur an der Kansai-Universität in Osaka (2004), University of the Western Cape (2005), University of Sydney (2006), Columbia Law School (2008).
Werle war 1998 bis 2015 Mitglied des Fachausschusses für Humanitäres Völkerrecht des Deutschen Roten Kreuzes. 2006 bis 2018 war er Extraordinary Professor an der University of the Western Cape, Südafrika. Seit 2009 ist er Honorarprofessor an der Universität Nordwestchinas in Xi’an.
Werle war Gutachter für die Enquete-Kommission „Überwindung der Folgen der SED-Diktatur im Prozeß der deutschen Einheit“ (1997) und Mitglied der Arbeitsgruppe „Völkerstrafgesetzbuch“ beim Bundesministerium der Justiz (1999 bis 2001). 2005 erhielt er den Humboldt Research Award South Africa.
Seit 2019 steht Werle als Direktor dem vom DAAD geförderten African-German Research Network for Transnational Criminal Justice vor. Das Netzwerk setzt die Arbeit des South African-German Centre for Transnational Criminal Justice fort und vertieft hauptsächlich die wissenschaftliche Auseinandersetzung mit dem Themenkomplex Völkerstrafrecht.

## Schriften (Auswahl)
- Deutschland und das Völkerstrafrecht: Zeitgeschichtliche Perspektiven. In: Florian Jeßberger / Julia Geneuss (Hrsg.): Zehn Jahre Völkerstrafgesetzbuch. Bilanz und Perspektiven eines „deutschen Völkerstrafrechts“. Nomos Verlagsgesellschaft, Baden-Baden 2013, S. 23–33.
- Völkerstrafrecht. Unter Mitarbeit von Boris Burghardt, Florian Jeßberger, Volker Nerlich, Paul Christoph Bornkamm und Petra Viebig. Mohr Siebeck, Tübingen 2012.
- Die Zukunft des Völkerstrafrechts. In: Stefan Grundmann/Michael Kloepfer/Christoph G. Paulus/Rainer Schröder/Gerhard Werle (Hrsg.): Festschrift 200 Jahre Juristische Fakultät der Humboldt-Universität zu Berlin. Geschichte, Gegenwart, Zukunft. De Gruyter, Berlin 2010, S. 1219–1239.
- Die Strafverfolgung von DDR-Unrecht. Fakten und Zahlen (gemeinsam mit Klaus Marxen und Petra Schäfter). Stiftung zur Aufarbeitung der SED-Diktatur, Berlin 2007.
- Auschwitz vor Gericht. Völkermord und bundesdeutsche Strafjustiz. Mit einer Dokumentation des Auschwitz-Urteils. (gemeinsam mit Thomas Wandres). C.H. Beck, München 1995, ISBN 3-406-37489-1.
- Justiz-Strafrecht und polizeiliche Verbrechensbekämpfung im Dritten Reich. De Gruyter, Berlin/New York 1989. (Habilitation)[9]
- Die Konkurrenz bei Dauerdelikt, Fortsetzungstat und zeitlich gestreckter Gesetzesverletzung (= Strafrechtliche Abhandlungen. Band 42). Duncker & Humblot, Berlin 1981.